# Казинина, Екатерина Петровна
Екатерина Петровна Казинина (род. 25 февраля 1939) — передовик советского сельского хозяйства, оператор машинного доения совхоза «Чаинский» Чаинского района Томской области, полный кавалер ордена Трудовой Славы (1986). 

## Биография
Родилась в 1939 году в селе Андреевка (на территории современного Чаинского района Томской области) в русской семье спецпоселенца из Алтайского края. Завершила обучение в восьми классах школы, в 1958 году завершила обучение в Колпашевской сельскохозяйственной школе.
В 1958 году начала работать дояркой в колхозе в посёлке Нижнее Фокино Чаинского района. Через два года уехала в Ставропольский край. Трудилась дояркой в колхозе в селе Рождественка Отрадненского района. В 1965 году стала работать колхозницей в колхозе "Россия" Отрадненского района, с 1967 года - рабочая молкомбината в селе Отрадное.   
В 1968 году возвратилась в Томскую область. Работала дояркой, затем оператором машинного доения совхоза "Чаинский" Чаинского района. Из года в год увеличивала производимую продукцию животноводства.   
Указом Президиума Верховного Совета СССР от 14 февраля 1975 года была награждена орденом Трудовой Славы III степени. 
Указом Президиума Верховного Совета СССР от 13 марта 1981 года была награждена орденом Трудовой Славы II степени. 
В одиннадцатой пятилетки довела совокупные годовые надои молока составили 3723 килограмма на одну корову, что выше на 825 килограмм, чем в среднем по совхозу. 98% телят сохранено.   
"За успехи, достигнутые в выполнении заданий в одиннадцатой пятилетки и социалистических обязательств по производству и переработки сельскохозяйственной продукции" указом Президиума Верховного Совета СССР от 29 августа 1986 года Екатерина Петровна Казинина была награждена орденом Трудовой Славы I степени. Стала полным кавалером Ордена Трудовой Славы.
В дальнейшем вышла на заслуженный отдых. С 1971 по 1977 годы была депутатом Гришкинского сельского совета, в 1983 году член Чаинского райкома КПСС. 
Проживала в селе Андреевка, в 1977 году переехала в село Чаинск. В настоящее время проживает в станице Каневская-2 Краснодарского края. 

## Награды и звания
- Орден Трудовой Славы I степени (29.08.1986);
- Орден Трудовой Славы II степени (13.03.1981);
- Орден Трудовой Славы III степени (14.02.1975);
- медали.